# Game Theory (album)
Game Theory è il settimo album discografico in studio del gruppo musicale hip hop statunitense The Roots, pubblicato nel 2006. Il disco ha ricevuto una nomination nell'ambito dei Grammy Awards per la categoria "miglior album rap".

## Tracce
1. Dilltastic Vol Won(derful) - 0:28
2. False Media - 2:34
3. Game Theory - 4:01
4. Don't Feel Right - 4:08
5. In the Music - 4:06
6. Take It There - 2:50
7. Baby - 2:50
8. Here I Come - 4:11
9. Long Time - 4:21
10. Livin' in a New World - 1:47
11. Clock with No Hands - 4:23
12. Atonement - 2:35
13. Can't Stop This - 8:35

Bonus track iTunes
- Bread & Butter - 3:40

## Classifiche
- Billboard 200 - #9